# Итагуаже
Итагуаже (порт. Itaguajé) — муниципалитет в Бразилии, входит в штат Парана. Составная часть мезорегиона Северо-центральная часть штата Парана. Входит в экономико-статистический микрорегион Асторга. Население составляет 4771 человек на 2006 год. Занимает площадь 215,313 км². Плотность населения — 24,0 чел./км².
Праздник города — 30 ноября.

## История
Город основан 30 ноября 1955 года.

## Статистика
- Валовой внутренний продукт на 2003 год составляет 26 744 277,00 реалов (данные: Бразильский институт географии и статистики).
- Валовой внутренний продукт на душу населения на 2003 год составляет 5741,58 реалов (данные: Бразильский институт географии и статистики).
- Индекс развития человеческого потенциала на 2000 год составляет 0,723 (данные: Программа развития ООН).

## География
Климат местности: тропический.